# Marius Jacobs
Marius Jacobs (Rotterdam, 19 december 1929 - 28 april 1983) was een Nederlandse botanicus.
Hij werd opgeleid in de biologie aan de Rijksuniversiteit Leiden waar hij in 1954 zijn doctoraalexamen behaalde. In 1956 werd hij opgenomen in de staf van het herbarium in Bogor op Java. In 1959 werd hij opgenomen in de staf van de Flora Malesiana Foundation, waar hij samenwerkte met hoogleraar Cornelis van Steenis. Een aantal jaren later werd hij opgenomen in de staf van het Rijksherbarium in Leiden. In 1965 promoveerde hij en mocht hij de doctorstitel dragen.
Jacobs hield zich bezig met onderzoek naar de flora van de Malesische regio (Indonesië, Maleisië, de Filipijnen, Nieuw-Guinea, Singapore en Brunei), waarbij hij zich speciaal richtte op taxonomisch onderzoek van de families Capparaceae, Juglandaceae, Malpighiaceae, Salicaceae en Violaceae. Daarnaast hield hij zich bezig met natuurbescherming van de tropen, met name met de botanische aspecten daarvan. Hierover publiceerde hij vele artikelen. Tevens was hij geïnteresseerd in de geschiedenis van de beschrijvende plantkunde. Jacobs was vanaf 1974 redacteur van Flora Malesiana Bulletin. Hij was lid van de IUCN Commission on Ecology.
Jacobs is bekend als de biograaf van Herman Johannes Lam, de botanicus die het Rijksherbarium na een lange mindere periode terug op de kaart zette en die het begrip taxon bedacht. Zijn boek over Lam was in een vergevorderd stadium van voltooiing toen Jacobs op 53-jarige leeftijd onverwachts overleed aan een hartinfarct. Kees Kalkman, de toenmalige directeur van het Rijksherbarium nam het boek vervolgens onder zijn hoede, deed een klein aantal aanpassingen, toevoegingen en maakte een aantal keuzes op het gebied van de lay-out en illustraties, waarna het boek een jaar na Jacobs overlijden reeds werd uitgegeven door Rodopi.
Cyclosorus jacobsii is naar hem vernoemd.

## Selectie van publicaties
- 'Botanical panorama of the Malesian archipelago (vascular plants)'; Marius Jacobs; in: Natural resources of humid tropical Asia (UNESCO, 1974): 263-294; online versie hier
- Het tropisch regenwoud: een eerste kennismaking; Marius Jacobs; Dick Coutinho (1981); ISBN 9062835392
  - Ook verschenen als: *The tropical rain forest : a first encounter; Marius Jacobs; Springer Verlag (1988); ISBN 3540179968 & ISBN 0387179968
- Herman Johannes Lam (1892-1977), the life and work of a Dutch botanist; Marius Jacobs; Rodopi (1984); ISBN 9062035450